# Арманьо, Нина
Нина Марион Арманьо (англ. Nina Marion Armagno; род. март 1966, Уэст-Данди, Иллинойс) — генерал-лейтенант Космических сил США в отставке, с 2020 года занимала должность начальника штаба Космических сил США (КС). Первая женщина-генерал КС США и единственный человек, который командовал как 30-м, так и 45-м космическим крылом Вооружённых сил США (ВВС). До службы в КС она была генерал-майором ВВС США, где прослужила более 32 лет.

## Ранний период жизни и образование
Родилась в марте 1966 года в Данди, штат Иллинойс, США, в семье Энтони и Наиды Арманьо. В 1984 году с отличием окончила Школу Данди-Краун в Карпентерсвилле в пригороде Чикаго. В школе она была президентом класса.
В 1988 году окончила Академию ВВС США в Колорадо-Спрингс, штат Колорадо, получив степень бакалавра наук в области биологии. В 1992 году окончила Школу офицеров эскадрильи на Базе ВВС Максвелл в Алабаме. В 1999 году получила степень магистра искусств в области администрирования образования и менеджмента в Чепменском университете в Калифорнии. В 2000 году заочно окончила Авиационное командно-штабное училище. С сентября 2001 по сентябрь 2002 года служила в офисе члена Конгресса США Эллен Таушер в Вашингтоне. В 2003 году Арманьо получила сертификат в области законодательных исследований в Джорджтаунском университете в Вашингтоне. Также в 2003 году заочно окончила Военно-воздушный колледж. В 2007 году получила степень магистра наук в области исследований национальной безопасности в Национальном военном колледже в Вашингтоне. В 2010 году приняла участие в программе развития лидерства в Центре творческого лидерства в Колорадо-Спрингс.

## Военная служба
В июне 1988 года поступила в ВВС США. С января 1989 по февраль 1993 года служила командиром группы предупреждения о ракетном нападении, главой подготовки и главой стандартизации и оценки в 7-й эскадрильи космического предупреждения. С марта 1993 по ноябрь 1994 года — глава операционной подготовки 21-й эскадрильи оперативной поддержки. С ноября 1994 по сентябрь 1996 года — командир звена 11-й эскадрильи космического предупреждения. С сентября 1996 по июль 1998 года — инструктор и командир звена 533-й учебной эскадрильи. С июля 1998 по июль 1999 года — исполнительный офицер 381-й учебной группы. С июля 1999 по июль 2000 года — глава предупреждающих операций в штабе 14-й воздушной армии. С июля 2000 по сентябрь 2001 года — оперативный офицер 1-й космической эскадрильи. С сентября 2002 по май 2003 года — глава наземного предупреждения в штабе ВВС США в Пентагоне. С июня 2003 по декабрь 2004 года — коммандер 6-й эскадрильи космического предупреждения. С декабря 2004 по июль 2006 года — заместитель коммандера 21-й оперативной группы. С июня 2007 по май 2008 года — военный помощник по космосу и системам разведки, наблюдения и рекогносцировки директора оперативных тестирований и оценки офиса министра обороны. С мая 2008 по июнь 2009 года — старший военный помощник и глава штаба директора оперативных тестирований и оценки офиса министра обороны. С июнь 2009 по июль 2011 года — коммандер 21-й оперативной группы. С июля 2011 по январь 2012 года — директор по персоналу штаба космического командования ВВС. С января 2012 по май 2013 года — коммандер 30-го космического крыла. С июня 2013 по август 2015 года — коммандер 45-го космического крыла и директор Восточного космодрома. С августа 2015 по июнь 2017 года — директор по стратегическим планам, программам, требованиям и анализу. С июня 2017 по июнь 2018 года — директор по планам и политике в Стратегическом командовании Вооружённых сил США. С июня 2018 по август 2020 года — директор космических программ в офисе помощника министра обороны по закупкам. С августа 2020 года по июль 2023 — начальник штаба Космических сил США.